# Shree Pundalik
Shree Pundalik er en indisk stumfilm fra 1912 af Dadasaheb Torne.